# Stadtpfarrkirche Schönwald

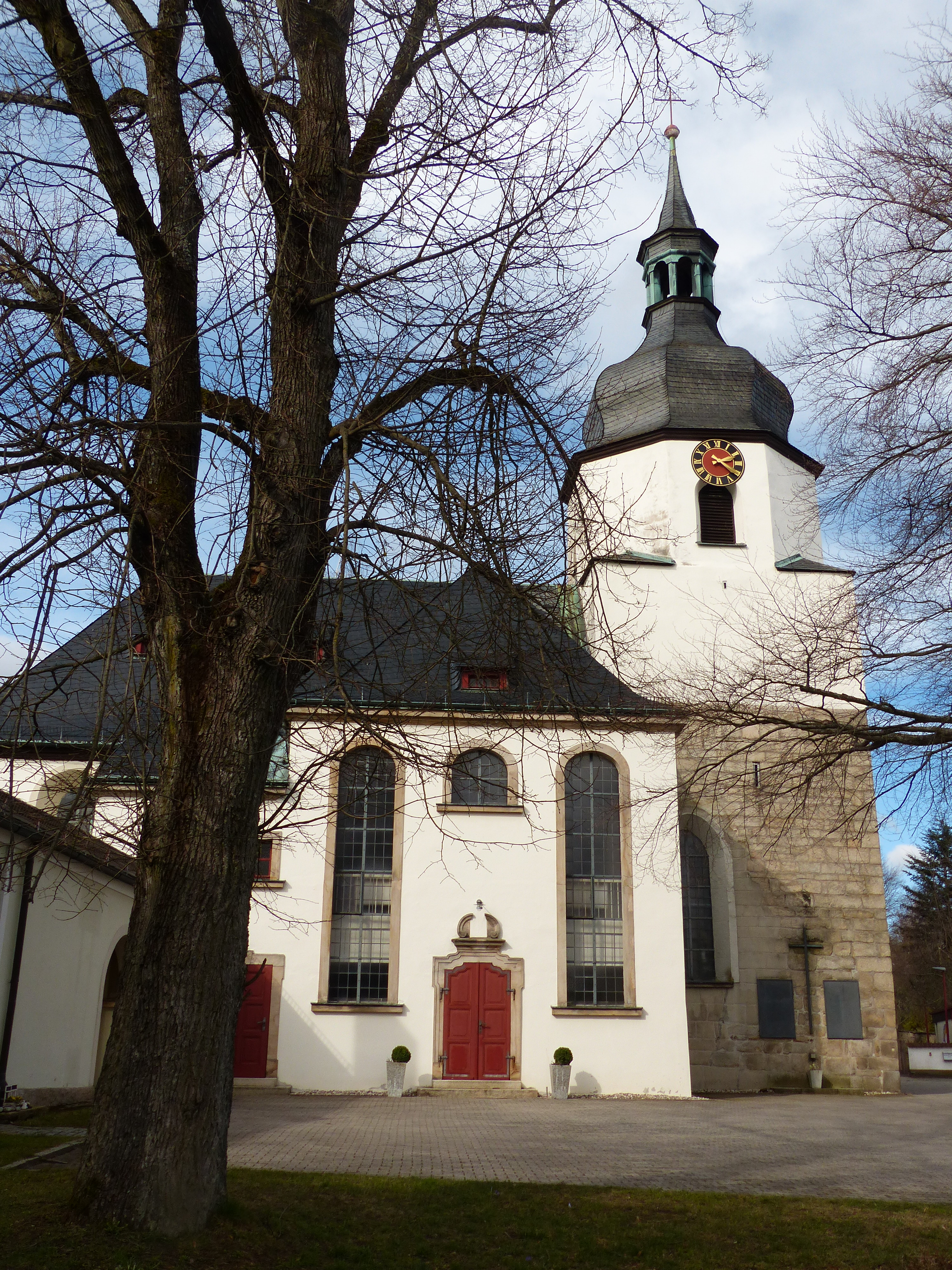
Ansicht der Kirche

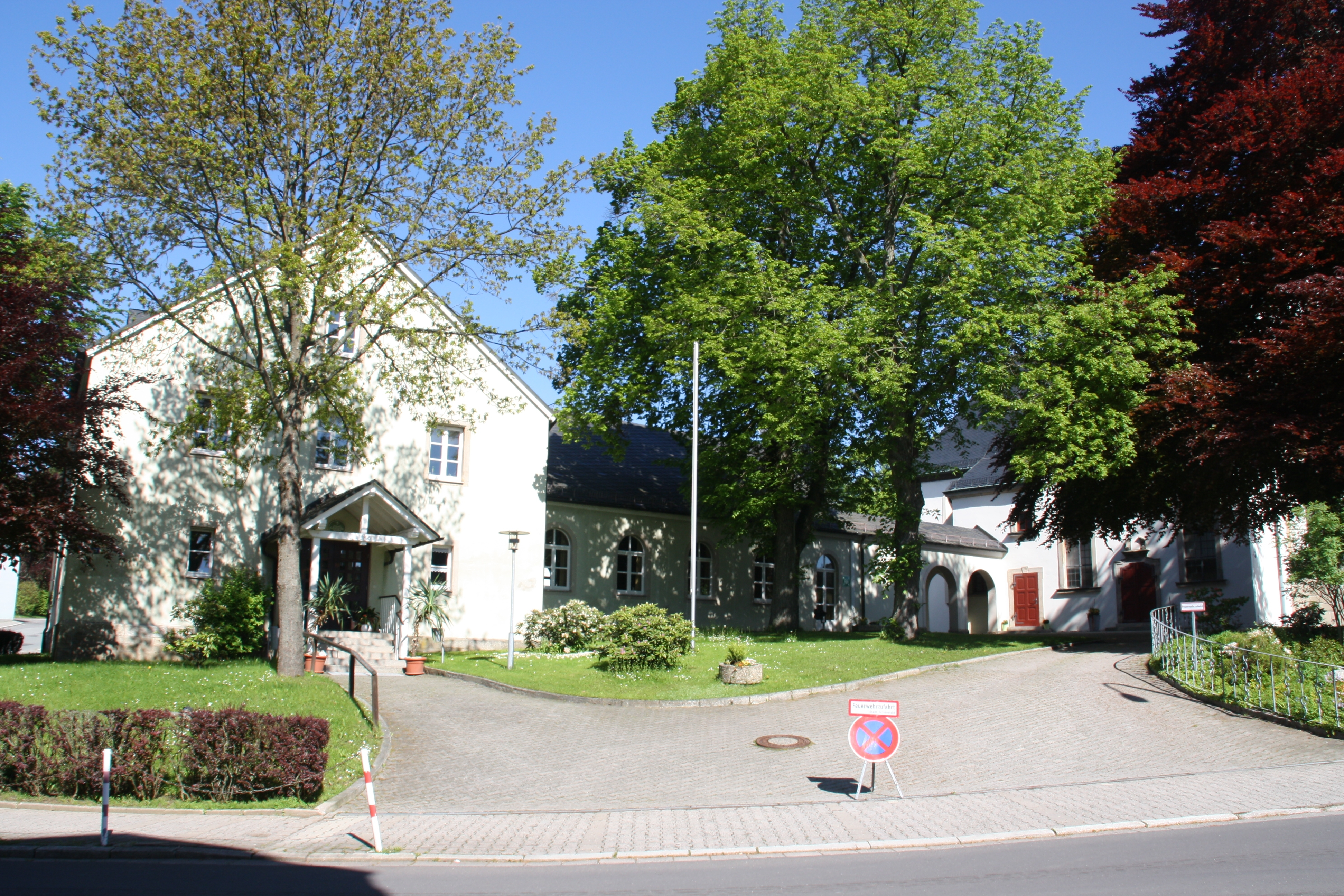
Kirchplatz mit Gemeindehaus und Kirche

Die Stadtpfarrkirche Schönwald ist eine evangelisch-lutherische Pfarrkirche in der Stadt Schönwald im oberfränkischen Landkreis Wunsiedel im Fichtelgebirge.
Im Jahr 1417 wurde erstmals eine Kirche in Schönwald erwähnt. Die Reformation hielt 1528 Einzug. Der Bildhauerfamilie Knoll wird nach Brix und Lippert die Kanzel um 1745 und der Hochaltar 1744/45 zugeordnet. Auch das Orgelgehäuse stammte aus dieser Zeit. Seit 1971 gibt es eine neue Orgel. Unter dem Architekten Johannes Will wurde die Kirche 1909 umfassend umgebaut und erweitert. Der Kern des Chorturms ist aus dem 13. Jahrhundert. Bei Bauarbeiten wurden 1977 vier Epitaphien aus dem 17. Jahrhundert gefunden. Die Kirche steht unter Denkmalschutz.